# SEPU
SEPU (Societat Espanyola de Preus Únics) van ser uns gran magatzems espanyols, amb establiments a Madrid, Barcelona i Saragossa.

## Història
Van ser fundats el 9 de gener del 1934 pels ciutadans suíssos d'origen jueu Henry Reisembach i Edouard Worms, que l'agost del mateix any van obrir la primera sucursal a Madrid. El 26 de març del 1935 van obrir una sucursal a la Rambla, en un edifici projectat per l'arquitecte Ricardo de Churruca a l'espai que ocupava el jardí del Palau Moja.

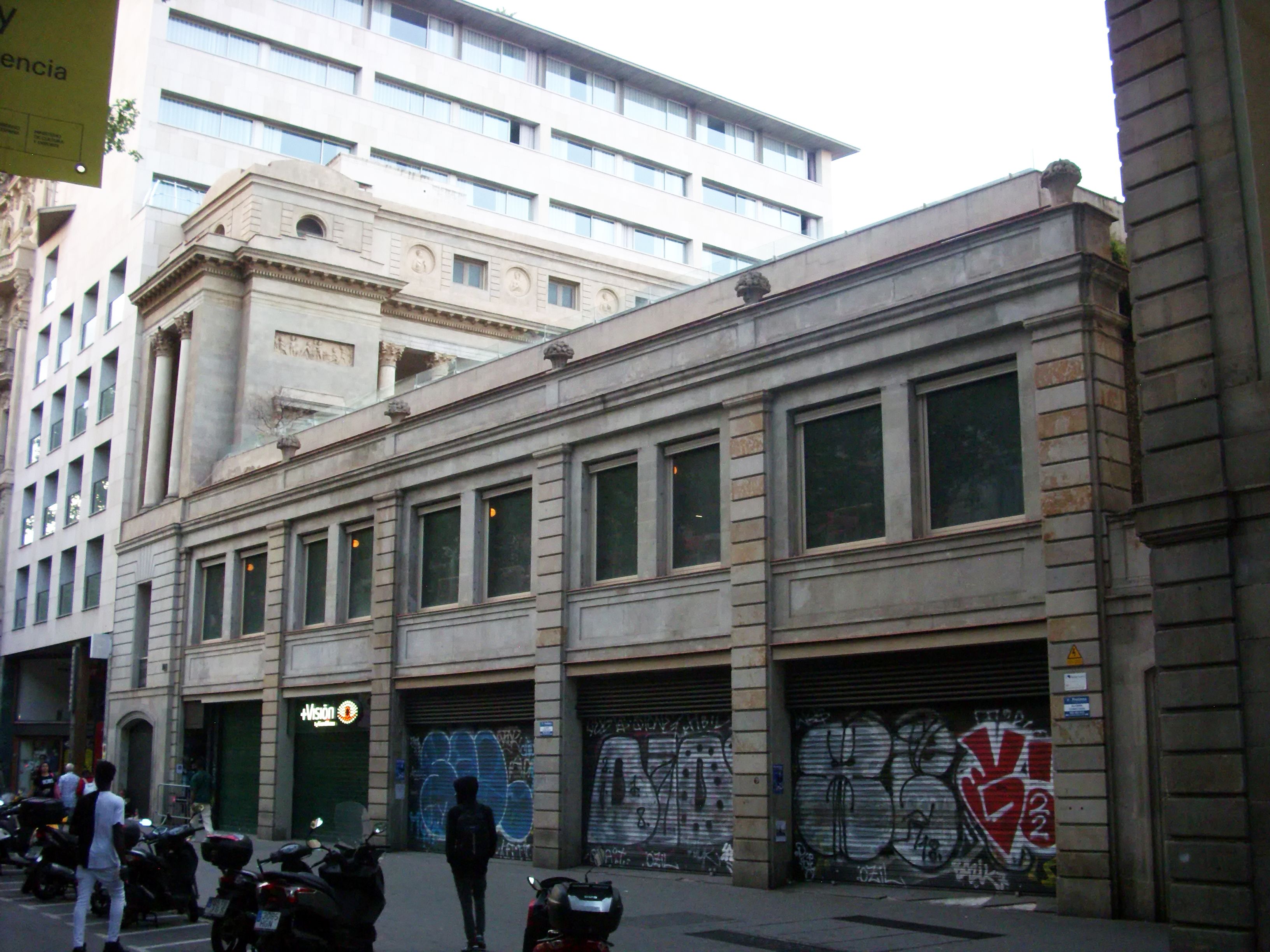
Antics magatzems SEPU a la Rambla, construïts sobre l'antic jardí del Palau Moja. Al fons, la loggia neoclàssica d'Antoni Rovira i Trias

En els seus inicis, el negoci va destacar per la seva política de preu únic, més baix que la competència, per la qual cosa van crear el popular eslògan «Qui calcula compra a SEPU». Durant la dècada del 1930, va patir una forta campanya antisemita per part de Falange Española. El diari falangista Arriba acusà directament a aquesta companyia d'explotar els seus empleats gaudint d'algun tipus de connivència amb el poder:
| «                                            | Aquests jueus de SEPU donen motius per ocupar-se d'ells diàriament, per les seves relacions amb els empleats que exploten. Si n'hi ha prou la seva sola presència per produir indignació, si fins els atropellaments que amb el seu personal cometen és suficient per revoltar al més tranquil. Nosaltres preguntem SEPU gaudeix de patent de cors? Qui empara SEPU? Coneix el director de Treball dels casos de SEPU? | » |
| — "Sempre Sepu", Arriba, 12 de juny de 1935. | |   |

Aquesta campanya, que va començar des del primer número del diari i va ser sistemàtica, va ser contemporània en el temps i inspirada en els assalts nazis als comerços jueus a Alemanya. El 1935, la sucursal de Madrid va ser assaltada per militants de Falange, a part del trencament dels seus vidres reiterades vegades. Aquell mateix any, Arriba publicava:
| «                             | La internacional conspiració judeo-maçònica la creadora dels dos grans mals que han arribat a la humanitat: com són el capitalisme i el marxisme | » |
| — Arriba, 18 d'abril de 1935. | |   |

La situació de l'empresa es va normalitzar a partir de la dècada del 1940, i es mantingué en mans de la família suïssa Goetschel, hereus dels fundadors. Va arribar a tenir seis establiments en zones cèntriques de Madrid, Barcelona i Saragossa, adreçats a la població de classe mitjana o mitjan-baixa amb un gamma de preus populars, però la competència d'altres grans magatzems com El Corte Inglés o Galerías Preciados van reduir-ne el seu paper al sector minorista espanyol.
El 1984 i el 1994, SEPU es va declarar en suspensió de pagaments, i després de fracassar en la reestructuració del deute, el 2000 va tancar l'establiment de La Rambla per a concentrar-se a Madrid i Saragossa. El 2001, els propietaris suïssos van traspassar el negoci al grupo anglo-australià Partridge & Company, amb la promesa d'un fort pla de sanejament. Tanmateix, el desastre financer no es va poder remuntar i l'octubre del 2002 van anunciar el tancament de les seves tres darreres botigues, amb un deute de 13 milions d'euros a la Seguretat Social.

## Edifici de la Rambla
Catalogat com a bé amb elements d'interès (categoria C), consta de planta baixa i pis. La façana s'estructura en cinc eixos verticals d'obertures de llinda plana, separades per pilastres amb revestiment d'estuc amb especejament horitzontal. Les dels baixos (aparadors i portes d'accés) són més amples que les del pis, en forma de finestres geminades. El coronament té una barana amb gerros.
A la banda septentrional, l'edifici s'adossa a la loggia neoclàssica amb grans columnes corínties dels jardins del Palau Moja, obra de l'arquitecte Antoni Rovira i Trias (1856).